# جبل منصور
جبل مَنْصُور جبل يقع بوسط الجمهورية التونسية بولاية زغوان، جنوب غربي مدينة الفحص وجنوب شرقي مدينة بوعرادة. يبلغ ارتفاعه 678 م.